# Eudocima imperator
Eudocima imperator là một loài bướm đêm trong họ Erebidae.